# Cucújids
Els cucújids (Cucujidae) són una família de coleòpters polífags d'àmplia distribució geogràfica, que viuen sota l'escorça dels arbres vius o morts. La família té 44 espècies en 4 gèneres.

## Característiques
Tenen el cos allargat, amb una longitud de 6 a 25 mm. La majoria són de color marró, però alguns són de color negre, vermell o groc. El cap té forma triangular, amb antenes filiformes i grans mandíbules. El pronot és més estret que el cap. Les cavitats coxals estan obertes per darrere. Els tarses estan lobulats per sota.

## Història natural
Els cucújids són omnívors i tant les larves com els adults viuen sota l'escorça dels arbres, en les galeries dels xilófagos i en els troncs morts i florits, aprofitant substàncies d'origen vegetal o animal. Alguns són depredadors de larves i nimfes d'altres petits insectes i uns altres ataquen i malmeten productes alimentaris emmagatzemats.

## Taxonomia
Els cucújids inclouen els següents gèneres:
- Cucujus Fabricius, 14 espècies i subespècies distribuïdes a la regió Holártica.
- Palaestes Perty, 8 espècies; regió Neotropical.
- Pediacus Shuckard, 31 espècies, principalment holàrtiques, però estenent-se a les regions Neotropical i Australiana.
- Platisus Erichson, 5 espècies; Austràlia i Nova Zelanda.